# Padiglione Badat
Il padiglione Badat è uno storico edificio commerciale di Saint-Denis alla Riunione, nell'oltremare francese. La sua costruzione risale al 1840.
L'edificio figura nell'inventario supplementare dei monumenti storici dal 4 aprile 1993.